# Grzegorz Filipowski
Grzegorz Filipowski (* 28. Juli 1966 in Łódź) ist ein ehemaliger polnischer Eiskunstläufer, der im Einzellauf startete.
Filipowski gilt als der beste Eiskunstläufer in der Geschichte des polnischen Eiskunstlaufes. Der polnische Meister der Jahre 1981 bis 1986 erreichte seinen ersten großen internationalen Erfolg, als er bei den Eiskunstlauf-Europameisterschaften 1985 die Bronzemedaille gewann. Bei der Europameisterschaft 1989 konnte er sogar die Silbermedaille hinter dem Russen Alexander Fadejew gewinnen.
Seinen größten Erfolg feierte er bei den Eiskunstlauf-Weltmeisterschaften 1989 in Paris, als er dort als bisher einziger Pole bei einer WM einen Podiumsplatz erkämpfte. Die Bronzemedaille gewann er hinter dem Kanadier Kurt Browning und dem US-Amerikaner Christopher Bowman. Er war damit der beste Europäer der Titelkämpfe.
Filipowski nahm dreimal an Olympischen Spielen teil: Sarajevo 1984, Calgary 1988 und Albertville 1992. Seine beste Platzierung bei Olympischen Spielen war der fünfte Platz in Calgary. Nach den Spielen von Albertville und den anschließenden Weltmeisterschaften beendete er seine Amateurlaufbahn und wurde Profi. 1997 beendete er seine aktive Laufbahn endgültig. Er lebt heute in Kanada und arbeitet als Trainer für Shorttrack.
Filipowski war der erste Eiskunstläufer, der eine Kombination mit zwei Dreifachsprüngen (Rittbergern) zeigte.

## Ergebnisse
| Wettbewerb / Jahr         | 1980 | 1981 | 1982 | 1983 | 1984 | 1985 | 1986 | 1987 | 1988 | 1989 | 1990 | 1991 | 1992 |
| ------------------------- | ---- | ---- | ---- | ---- | ---- | ---- | ---- | ---- | ---- | ---- | ---- | ---- | ---- |
| Olympische Winterspiele   |      |      |      |      | 12.  |      |      |      | 5.   |      |      |      | 11.  |
| Weltmeisterschaften       | 15.  | 11.  | 13.  |      | 11.  | 7.   | 13.  | 5.   | 4.   | 3.   | 4.   |      | 12.  |
| Europameisterschaften     |      | 7.   | 9.   | 8.   | 8.   | 3.   | 5.   | 4.   | 4.   | 2.   | 4.   |      | 5.   |
| Polnische Meisterschaften |      | 1.   | 1.   | 1.   | 1.   | 1.   | 1.   |      |      |      |      |      |      |